# Giro di Polonia 2006
Il Giro di Polonia 2006, sessantatreesima edizione della corsa, si svolse in sette tappe dal 4 al 10 settembre 2006 per un percorso totale di 1221,5 km. Fu vinto dal tedesco Stefan Schumacher, che terminò la gara in 31h09'41".

## Tappe
| Tappa  | Data         | Percorso                 | km      | Vincitore di tappa | Leader cl. generale |
| ------ | ------------ | ------------------------ | ------- | ------------------ | ------------------- |
| 1ª     | 4 settembre  | Pułtusk > Olsztyn        | 214     | Max van Heeswijk   | Max van Heeswijk    |
| 2ª     | 5 settembre  | Ostróda > Elbląg         | 122,6   | Daniele Bennati    | Wouter Weylandt     |
| 3ª     | 6 settembre  | Danzica > Toruń          | 225,5   | Fabrizio Guidi     | Fabrizio Guidi      |
| 4ª     | 7 settembre  | Bydgoszcz > Poznań       | 183     | Daniele Bennati    | Daniele Bennati     |
| 5ª     | 8 settembre  | Legnica > Jelenia Góra   | 192     | Stéphane Augé      | Daniele Bennati     |
| 6ª     | 9 settembre  | Szczawno-Zdrój > Karpacz | 162,4   | Stefan Schumacher  | Stefan Schumacher   |
| 7ª     | 10 settembre | Jelenia Góra > Karpacz   | 126     | Stefan Schumacher  | Stefan Schumacher   |
| Totale | Totale       | Totale                   | 1 221,5 |                    |                     |

## Squadre partecipanti
| N.      | Cod. | Squadra                        |
| ------- | ---- | ------------------------------ |
| 1-8     | TMO  | T-Mobile Team                  |
| 11-18   | CSC  | Team CSC                       |
| 21-28   | PHO  | Phonak Hearing Systems         |
| 31-38   | GCE  | Caisse d'Epargne-Illes Balears |
| 41-48   | LAM  | Lampre-Fondital                |
| 51-58   | RAB  | Rabobank                       |
| 61-68   | AST  | Astana                         |
| 71-78   | DSC  | Discovery Channel              |
| 81-88   | DVL  | Davitamon-Lotto                |
| 91-98   | QSI  | Quick Step-Innergetic          |
| 101-108 | GST  | DEUolsteiner                   |
| 111-118 | EUS  | Euskaltel-Euskadi              |

| N.      | Cod. | Squadra                          |
| ------- | ---- | -------------------------------- |
| 121-128 | SDV  | Saunier Duval-Prodir             |
| 131-138 | MRM  | Team Milram                      |
| 141-148 | COF  | Cofidis, le Crédit par Téléphone |
| 151-158 | C.A  | Crédit Agricole                  |
| 161-168 | LIQ  | Liquigas                         |
| 171-178 | FDJ  | Française des Jeux               |
| 181-188 | BTL  | Bouygues Télécom                 |
| 191-198 | A2R  | AG2R Prévoyance                  |
| 201-208 | MIE  | Miche                            |
| 211-218 | FLM  | Ceramica Flaminia                |
| 221-228 | INT  | Intel-Action                     |

## Dettagli delle tappe

### 1ª tappa
- 4 settembre: Pułtusk > Olsztyn – 214 km

Risultati
| Pos. | Corridore        | Squadra       | Tempo    |
| ---- | ---------------- | ------------- | -------- |
| 1    | Max van Heeswijk | Discovery Ch. | 5h55'34" |
| 2    | Fabrizio Guidi   | Phonak        | s.t.     |
| 3    | Wouter Weylandt  | Quick Step    | s.t.     |

| Pos. | Corridore        | Squadra       | Tempo    |
| ---- | ---------------- | ------------- | -------- |
| 1    | Max van Heeswijk | Discovery Ch. | 5h55'34" |
| 2    | Fabrizio Guidi   | Phonak        | s.t.     |
| 3    | Wouter Weylandt  | Quick Step    | s.t.     |

### 2ª tappa
- 5 settembre: Ostróda > Elbląg – 122,6 km

Risultati
| Pos. | Corridore          | Squadra      | Tempo    |
| ---- | ------------------ | ------------ | -------- |
| 1    | Daniele Bennati    | Lampre       | 2h54'49" |
| 2    | Wouter Weylandt    | Quick Step   | s.t.     |
| 3    | José Joaquín Rojas | Astana-Würth | s.t.     |

| Pos. | Corridore        | Squadra       | Tempo    |
| ---- | ---------------- | ------------- | -------- |
| 1    | Wouter Weylandt  | Quick Step    | 8h50'13" |
| 2    | Max van Heeswijk | Discovery Ch. | s.t.     |
| 3    | Daniele Bennati  | Lampre        | s.t.     |

### 3ª tappa
- 6 settembre: Danzica > Toruń – 225,5 km

Risultati
| Pos. | Corridore       | Squadra   | Tempo    |
| ---- | --------------- | --------- | -------- |
| 1    | Fabrizio Guidi  | Phonak    | 5h28'37" |
| 2    | Daniele Bennati | Lampre    | s.t.     |
| 3    | Koldo Fernández | Euskaltel | s.t.     |

| Pos. | Corridore       | Squadra    | Tempo     |
| ---- | --------------- | ---------- | --------- |
| 1    | Fabrizio Guidi  | Phonak     | 14h18'43" |
| 2    | Daniele Bennati | Lampre     | a 1"      |
| 3    | Wouter Weylandt | Quick Step | a 5"      |

### 4ª tappa
- 7 settembre: Bydgoszcz > Poznań – 183 km

Risultati
| Pos. | Corridore          | Squadra       | Tempo    |
| ---- | ------------------ | ------------- | -------- |
| 1    | Daniele Bennati    | Lampre        | 4h15'43" |
| 2    | Fabrizio Guidi     | Phonak        | s.t.     |
| 3    | Sébastien Chavanel | Bouygues Tél. | s.t.     |

| Pos. | Corridore       | Squadra    | Tempo     |
| ---- | --------------- | ---------- | --------- |
| 1    | Daniele Bennati | Lampre     | 18h34'17" |
| 2    | Fabrizio Guidi  | Phonak     | a 3"      |
| 3    | Wouter Weylandt | Quick Step | a 14"     |

### 5ª tappa
- 8 settembre: Legnica > Jelenia Góra – 192 km

Risultati
| Pos. | Corridore        | Squadra       | Tempo    |
| ---- | ---------------- | ------------- | -------- |
| 1    | Stéphane Augé    | Cofidis       | 4h58'10" |
| 2    | Aaron Olsen      | Saunier Duval | s.t.     |
| 3    | Max van Heeswijk | Discovery Ch. | a 21"    |

| Pos. | Corridore       | Squadra    | Tempo     |
| ---- | --------------- | ---------- | --------- |
| 1    | Daniele Bennati | Lampre     | 23h32'48" |
| 2    | Fabrizio Guidi  | Phonak     | a 3"      |
| 3    | Wouter Weylandt | Quick Step | a 14"     |

### 6ª tappa
- 9 settembre: Szczawno-Zdrój > Karpacz – 162,4 km

Risultati
| Pos. | Corridore         | Squadra      | Tempo    |
| ---- | ----------------- | ------------ | -------- |
| 1    | Stefan Schumacher | Gerolsteiner | 4h19'39" |
| 2    | Fabian Wegmann    | Gerolsteiner | a 2"     |
| 3    | Cadel Evans       | Silence      | a 4"     |

| Pos. | Corridore         | Squadra      | Tempo     |
| ---- | ----------------- | ------------ | --------- |
| 1    | Stefan Schumacher | Gerolsteiner | 27h52'43" |
| 2    | Cadel Evans       | Silence      | a 10"     |
| 3    | Alessandro Ballan | Lampre       | a 16"     |

### 7ª tappa
- 10 settembre: Jelenia Góra > Karpacz – 126 km

Risultati
| Pos. | Corridore         | Squadra      | Tempo    |
| ---- | ----------------- | ------------ | -------- |
| 1    | Stefan Schumacher | Gerolsteiner | 3h17'08" |
| 2    | Vincenzo Nibali   | Liquigas     | a 2"     |
| 3    | Cadel Evans       | Silence      | s.t.     |

| Pos. | Corridore         | Squadra      | Tempo     |
| ---- | ----------------- | ------------ | --------- |
| 1    | Stefan Schumacher | Gerolsteiner | 31h09'41" |
| 2    | Cadel Evans       | Silence      | a 18"     |
| 3    | Alessandro Ballan | Lampre       | a 31"     |

## Evoluzione delle classifiche
| Tappa              | Vincitore          | Classifica generale Maglia gialla | Classifica montagna Maglia verde | Classifica a punti Maglia blu marino | Classifica sprint intermedi Maglia rossa | Classifica a squadre |
| ------------------ | ------------------ | --------------------------------- | -------------------------------- | ------------------------------------ | ---------------------------------------- | -------------------- |
| 1ª                 | Max van Heeswijk   | Max van Heeswijk                  | non assegnata                    | Max van Heeswijk                     | Marcin Osinski                           | Discovery Channel    |
| 2ª                 | Daniele Bennati    | Wouter Weylandt                   | Sven Krauß                       | Wouter Weylandt                      | Marcin Osinski                           | Discovery Channel    |
| 3ª                 | Fabrizio Guidi     | Fabrizio Guidi                    | Sven Krauß                       | Wouter Weylandt                      | Marcin Osinski                           | Discovery Channel    |
| 4ª                 | Daniele Bennati    | Daniele Bennati                   | Sven Krauß                       | Wouter Weylandt                      | Marcin Osinski                           | Discovery Channel    |
| 5ª                 | Stéphane Augé      | Daniele Bennati                   | Aaron Olsen                      | Wouter Weylandt                      | Marcin Osinski                           | Cofidis              |
| 6ª                 | Stefan Schumacher  | Stefan Schumacher                 | Joost Posthuma                   | Wouter Weylandt                      | Marcin Osinski                           | Crédit Agricole      |
| 7ª                 | Stefan Schumacher  | Stefan Schumacher                 | Bartosz Huzarski                 | Wouter Weylandt                      | Marcin Osinski                           | Crédit Agricole      |
| Classifiche finali | Classifiche finali | Stefan Schumacher                 | Bartosz Huzarski                 | Wouter Weylandt                      | Marcin Osinski                           | Crédit Agricole      |

## Classifiche finali

### Classifica generale - Maglia gialla
| Pos. | Corridore            | Squadra         | Tempo     |
| ---- | -------------------- | --------------- | --------- |
| 1    | Stefan Schumacher    | Gerolsteiner    | 31h09'41" |
| 2    | Cadel Evans          | Silence         | a 18"     |
| 3    | Alessandro Ballan    | Lampre          | a 31"     |
| 4    | Marek Rutkiewicz     | Intel-Action    | s.t.      |
| 5    | Aleksandr Kolobnev   | Rabobank        | a 39"     |
| 6    | Aleksandr Bočarov    | Crédit Agricole | a 40"     |
| 7    | Cristian Moreni      | Cofidis         | a 45"     |
| 8    | Vincenzo Nibali      | Liquigas        | a 52"     |
| 9    | Marzio Bruseghin     | Lampre          | a 56"     |
| 10   | Leonardo Bertagnolli | Cofidis         | a 1'01"   |

### Classifica a punti - Maglia blu marino
| Pos. | Corridore         | Squadra       | Punti |
| ---- | ----------------- | ------------- | ----- |
| 1    | Wouter Weylandt   | Quick Step    | 81    |
| 2    | Daniele Bennati   | Lampre        | 74    |
| 3    | Fabrizio Guidi    | Phonak        | 72    |
| 4    | Max van Heeswijk  | Discovery Ch. | 54    |
| 5    | Stefan Schumacher | Gerolsteiner  | 52    |

### Classifica scalatori - Maglia verde
| Pos. | Corridore        | Squadra       | Punti |
| ---- | ---------------- | ------------- | ----- |
| 1    | Bartosz Huzarski | Intel-Action  | 50    |
| 2    | Joost Posthuma   | Rabobank      | 37    |
| 3    | Marzio Bruseghin | Lampre        | 31    |
| 4    | Aaron Olsen      | Saunier Duval | 25    |
| 5    | Roman Kreuziger  | Liquigas      | 24    |

### Classifica degli sprint intermedi - Maglia rossa
| Pos. | Corridore          | Squadra       | Punti |
| ---- | ------------------ | ------------- | ----- |
| 1    | Marcin Osinski     | Intel-Action  | 15    |
| 2    | Guido Trenti       | Quick Step    | 6     |
| 3    | Sven Krauß         | Gerolsteiner  | 5     |
| 4    | Frédéric Guesdon   | F. des Jeux   | 4     |
| 5    | Luciano Pagliarini | Saunier Duval | 4     |

### Classifica a squadre
| Pos. | Squadra                        | Tempo     |
| ---- | ------------------------------ | --------- |
| 1    | Crédit Agricole                | 93h31'22" |
| 2    | Cofidis                        | a 1'53"   |
| 3    | Caisse d'Epargne-Illes Balears | a 4'12"   |
| 4    | Française des Jeux             | a 7'18"   |
| 5    | Saunier Duval-Prodir           | a 10'25"  |